# (32381) Bellomo
(32381) Bellomo est un astéroïde de la ceinture principale.

## Description
(32381) Bellomo est un astéroïde de la ceinture principale. Il fut découvert le 26 août 2000 à Socorro par le projet LINEAR. Il présente une orbite caractérisée par un demi-grand axe de 2,81 UA, une excentricité de 0,04 et une inclinaison de 7,4° par rapport à l'écliptique.

## Compléments